# Łyżwiarstwo szybkie na Zimowych Igrzyskach Olimpijskich 1972 – bieg na 10 000 m mężczyzn
Bieg na 10 000 metrów mężczyzn w łyżwiarstwie szybkim na Zimowych Igrzyskach Olimpijskich 1972 rozegrano 7 lutego na torze Makomanai Open Stadium. Mistrzem olimpijskim na tym dystansie został Holender Ard Schenk, ustanawiając nowy rekord olimpijski. 

## Wyniki
| Miejsce | Zawodnik             | Państwo           | Czas     |
| ------- | -------------------- | ----------------- | -------- |
| 01 !    | Ard Schenk           | Holandia          | 15:01,35 |
| 02 !    | Kees Verkerk         | Holandia          | 15:04,70 |
| 03 !    | Sten Stensen         | Norwegia          | 15:07,08 |
| 4       | Jan Bols             | Holandia          | 15:17,99 |
| 5       | Walerij Ławruszkin   | ZSRR              | 15:20,08 |
| 6       | Göran Claeson        | Szwecja           | 15:30,19 |
| 7       | Kimmo Koskinen       | Finlandia         | 15:38,87 |
| 8       | Gerd Zimmermann      | RFN               | 15:43,92 |
| 9       | Dan Carroll          | Stany Zjednoczone | 15:44,41 |
| 10      | Kiyomi Ito           | Japonia           | 15:48,17 |
| 11      | Per Willy Guttormsen | Norwegia          | 15:48,71 |
| 12      | Osamu Naito          | Japonia           | 15:52,93 |
| 13      | Dag Fornæss          | Norwegia          | 15:53,33 |
| 14      | Kevin Sirois         | Kanada            | 15:58,61 |
| 15      | Örjan Sandler        | Szwecja           | 15:04,90 |
| 16      | Bruno Toniolli       | Włochy            | 16:14,52 |
| 17      | Giancarlo Gloder     | Włochy            | 16:21,42 |
| 18      | Colin Coates         | Australia         | 16:29,94 |
| 19      | Jouko Salakka        | Finlandia         | 16:35,64 |
| 20      | David Hampton        | Wielka Brytania   | 16:39,01 |
| 21      | Clark King           | Stany Zjednoczone | 16:39,82 |
| 22      | Richard Tourne       | Francja           | 16:48,70 |
| 23      | John Blewitt         | Wielka Brytania   | 16:51,50 |
| 24      | Luwsanszarawyn Cend  | Mongolia          | 17:15,34 |